# Лисабонски университет
Лисабонски университет (на португалски: Universidade de Lisboa или ULisboa) е най-старото и най-голямото висше учебно заведение в Португалия.

## История
Първият университет в Лисабон е създаден през 1288 г., след обявяването на града за столица. Университетът е трансформиран през 1537 г. През 1830 г. се създава медицинското училище, което по-късно е превърнато във факултет. Създава се институт по социални науки към университета през 1982 г. През 1911 г. се създава сегашният облик на университета. Технически университет Лисабон (Universidade Técnica de Lisboa) се създава през 1930 г. Университетът в Лисабон и Техническият университет се обединяват през 2013 г.

## Структура
Университетът е структуриран в девет факултета и институти по география, образование, социални науки, политически науки. Към университета се причисляват и училищата по изкуства, земеделие, право, икономика и мениджмънт.

## Известни личности
Преподаватели
- Егаш Мониш (1874-1955), лекар
- Педру Нуниш (1502-1578), математик
- Жоржи Карлуш Фонсека (р. 1950), юрист и политик от Кабо Верде

Студенти и докторанти
- Карлуш Моедаш (р. 1970), инженер и политик
- Марселу Рибелу ди Соза (р. 1948), юрист и политик
- Жоржи Карлуш Фонсека (р. 1950), юрист и политик от Кабо Верде

## Галерия
- Лисабонски университет
- Философски факултет
- Медицински факултет
- Факултет по психология
- Факултет по природни науки